# 永井達啓
永井 達啓（ながい たつひろ、1996年1月7日 - ）は、日本の元ラグビー選手。

## プロフィール
- 大阪府枚方市出身[1]。
- 現役時代のポジションはロック(LO)。
- 身長 190cm、体重 103kg
- ニックネームはながい、たつ。
- U17日本代表に選ばれたことがある[2]。
- ジュニア・ジャパンに選ばれたことがある[3]。

## 略歴
2014年、東海大仰星高校卒業後、筑波大学に入る。なお東海大仰星高校時代、高校日本代表候補に選ばれたことがある。
2018年、筑波大学卒業後、リコーブラックラムズ(現・リコーブラックラムズ東京)に加入。
2020年、結婚。
2022年、現役を引退した。